# Friedrich Erdmann Petersilie
Friedrich Erdmann Petersilie (* 3. November 1825 in Stadtilm; † 10. März 1901 in Langensalza) war ein deutscher Orgelbauer. Er war in der zweiten Hälfte des 19. Jahrhunderts in Thüringen tätig und galt zu seiner Zeit als einer der besten Orgelbaumeister Deutschlands.

## Leben und Werk
Friedrich Erdmann Petersilie wurde am 5. November 1825 als Sohn von Johann Gottlieb Ehrenfried Petersilie (1826–1902) und dessen Ehefrau Johanne Margarethe (geborene Uhlmann) in Stadtilm geboren. Er war ein Schüler von Johann Friedrich Schulze in Paulinzella, der zu jener Zeit zu den bekanntesten Orgelbauern in Europa zählte. Am 4. April 1849 heiratete er in Großbreitenbach Susanne Aurelie Magdalene Wagner.
Im Jahr 1850 gründete er seine Orgelbaufirma in Langensalza, wo er im Haus Lindenbühl 18 wohnte. Er erbaute zahlreiche neue Orgeln, deren Standorte im Bereich des Thüringer Beckens, an der Oberen Unstrut und im Eichsfeld liegen. Viele seiner Werke sind erhalten.
Friedrich Erdmann Petersilie starb am 10. März 1901 im Alter von 75 Jahren in Langensalza. Die Orgelbaufirma wurde danach von seinem älteren Sohn Otto (1852–1928) weitergeführt. Sie scheint in den 1920er-Jahren erloschen zu sein. Sein jüngerer Sohn Rudolf (1855–1928) ließ seinen Nachnamen zu „Peters“ ändern. Er war in Berlin als Kaufmann tätig und ab 1890 mit Alice Neumann, der Tochter eines Pianisten, verheiratet.

## Werkliste (Auszug)
| Jahr      | Ort             | Kirche                     | Bild | Manuale | Register | Bemerkungen |
| --------- | --------------- | -------------------------- | ---- | ------- | -------- | --- |
| 1859      | Heroldishausen  | St. Crucis                 |      | II/P    | 9        | zu einem späteren Zeitpunkt umdisponiert. |
| 1863      | Flarchheim      | St. Andreas                |      | II/P    | 14       | 2005 restauriert durch Orgelbaumeister Jörg Dutschke, Einbau von Balanciers |
| 1864      | Schönstedt      | Beatae Mariae Virginis     |      | II/P    | 20       | 1999 von Harald Schrödl restauriert |
| 1867      | Treffurt        | Stadtkirche St. Bonifatius |      | II/P    | 24       | erhalten |
| 1868      | Oppershausen    | St. Marien                 |      | II/2P   | 15       | erhalten |
| 1874      | Tunzenhausen    | St. Peter und Paul         |      | II/P    | 16       | erhalten, aber nicht spielbar |
| 1881      | Niedertopfstedt | St. Pankratius             |      | II/P    | 13       | Informationen zur Orgel |
| 1884      | Oberbösa        |                            |      | II/P    | 16       | |
| 1884/1885 | Bad Langensalza | St. Stephan                |      | III/P   | 37       | Opus 52; erhalten |
| 1886      | Streitholz      | St. Johannes Evangelist    |      | II/P    | 12       | erhalten |
| 1889      | Leinefelde      | St. Maria Magdalena        |      | II/P    | 28       | erhalten |
| 1889      | Hollenbach      | St. Maria Magdalena        |      | II/P    | 13       | 1935 Umbau durch Hornschuh, umfassend 1967–1972. |
| 1892      | Alterstedt      | St. Pankratius             |      | I/P     | 9        | |
| 1893      | Obermehler      | St. Ulrich                 |      |         |          | erhalten |
| 1895      | Arenshausen     | St. Petrus                 |      | I/P     | 8        | erhalten; wahrscheinlich 1926 durch W. Helfenbein umgesetzt und umgebaut; Generalinstandsetzung durch Karl Brode Orgelbau                                                                        |
| 1896      | Erfurt          | Michaeliskirche            |      | II/P    | 15       | Rekonstruktion der Compenius-Orgel (1652); große Teile des Prospektgehäuses und 27 Prospektpfeifen erhalten; (2000 erneute Rekonstruktion durch W. Rühle & Sohn) im Gehäuse von Ludwig Compenius |
| 1898      | Großtöpfer      | Der gute Hirte             |      | I/P     | 9        | erhalten |